# باشگاه بسکتبال اسپلیت
باشگاه بسکتبال اسپلیت (انگلیسی: KK Split) یک باشگاه بسکتبال مستقر در اسپلیت کرواسی است. این تیم در لیگ ملی بسکتبال کرواسی حضور دارد.